# 比克堡
比克堡（德語：Bückeburg，發音：[ˈbʏkəbʊʁk] ⓘ）是德国下萨克森州绍姆堡县的城市，面积68.9平方千米，2023年12月31日人口为19,754人。

## 友好城市
- 法國 萨尔特河畔萨布莱（1966年）
- 荷蘭 艾瑟尔河畔尼沃凯尔克（英语：Nieuwerkerk aan den IJssel）（1974年；今泽伊德普拉斯）